# Рэнсли, Том
То́мас Мэ́ттью Рэ́нсли (англ. Thomas Matthew Ransley; род. 6 сентября 1985, Ашфорд, Кент) — британский гребец, выступает за национальную сборную Великобритании по академической гребле начиная с 2007 года. Чемпион летних Олимпийских игр в Рио-де-Жанейро, бронзовый призёр Олимпиады в Лондоне, двукратный чемпион мира, чемпион Европы, победитель и призёр этапов Кубка мира, победитель многих регат национального и международного значения.

## Биография
Том Рэнсли родился 6 сентября 1985 года в городе Ашфорд графства Кент. Учился в независимой школе The King's School, позже окончил Йоркский университет и колледж Хьюз Холл Кембриджского университета. Активно заниматься греблей начал с детства, состоял в университетских командах по академической гребле, неоднократно выступал на различных студенческих соревнованиях.
Впервые заявил о себе в 2007 году, выступив в восьмёрках на молодёжном чемпионате мира в Глазго и заняв там шестое место. Позже вошёл в основной состав британской национальной сборной и побывал на взрослом чемпионате Европы в полькой Познани, где в финале был пятым. Год спустя дебютировал на этапах Кубка мира, в распашных четвёрках без рулевого выступил на европейском первенстве в Афинах, но до главного финала здесь не добрался. Ещё через год в восьмёрках завоевал две бронзовые медали на этапах Кубка мира в Мюнхене и Люцерне, занял пятое место на чемпионате мира в Познани.
В 2010 году Рэнсли побывал на мировом первенстве в новозеландском Карапиро, откуда привёз награду серебряного достоинства, выигранную в зачёте рулевых восьмёрок. В следующем сезоне в той же дисциплине повторил это достижение на чемпионате мира в словенском Бледе. Находясь в числе лидеров гребной команды Великобритании, благополучно прошёл отбор на летние Олимпийские игры 2012 года в Лондоне — совместно с такими гребцами как Ричард Эгинтон, Константин Лоулоудис, Мэтт Лэнгридж, Алекс Партридж, Мохамед Сбихи, Грегори Сирл, Джеймс Фоад и рулевой Филан Хилл финишировал вторым в квалификационном заезде, но через утешительный заезд всё же пробился в финальную стадию. В финале британцы заняли третье место, уступив командам Германии и Канады, вынуждены были довольствоваться бронзовыми олимпийскими наградами.
После лондонской Олимпиады Рэнсли остался в основном составе британской национальной сборной и продолжил принимать участие в крупнейших международных регатах. Так, в 2013 году он выступил на чемпионате мира в корейском Чхунджу и одержал победу в зачёте восьмёрок. Год спустя в той же дисциплине был лучшим на мировом первенстве в Амстердаме. В сезоне 2015 года успешно выступал в безрульных четвёрках, в частности получил золото на чемпионате Европы в Познани и бронзу на чемпионате мира в Эгбелете. Позже добавил в послужной список бронзовую награду, выигранную в восьмёрках на первенстве континента в немецком Бранденбурге.
Благодаря череде удачных выступлений Том Рэнсли удостоился права защищать честь страны на Олимпийских играх 2016 года в Рио-де-Жанейро, где стартовал в составе экипажа, куда также вошли гребцы Скотт Дюрант, Эндрю Триггз-Ходж, Мэтт Готрел, Пит Рид, Пол Беннетт, Мэтт Лэнгридж, Уильям Сэтч и рулевой Филан Хилл. Они с первого места квалифицировались на предварительном этапе и тем самым сразу попали в финальную стадию соревнований. В финальном решающем заезде британцы так же финишировали первыми и завоевали, таким образом, золотые олимпийские медали.
За выдающиеся достижения в академической гребле по итогам сезона был награждён Орденом Британской империи.